# رايموند ونايت
رايموند ونايت (بالإنجليزية: Raymond Knight)‏ هو مقدم برامج إذاعية وصحفي أمريكي، ولد في 12 فبراير 1899 في سالم في الولايات المتحدة، وتوفي في 12 فبراير 1953.

## وصلات خارجية
- رايموند ونايت على موقع IMDb (الإنجليزية)
- رايموند ونايت على موقع قاعدة بيانات برودواي على الإنترنت (الإنجليزية)